# Trichonephila clavata
Trichonephila clavata är en spindel som förekommer i Japan (undantaget Hokkaido), Korea, Taiwan och Kina. Den hör till gruppen silkesspindlar. Spindeln är även känd som Jorō-gumo (japanska: ジョロウグモ).

## Kännetecken
Honan är påfallande klart färgad i gult, mörkblått och rött och har en kroppslängd på 17–25 millimeter medan hanen är betydligt mindre och bara mäter 7–10 millimeter. 

## Levnadssätt
Silkesspindlar i släktet Nephila är kända för att spinna stora nät. Det är honorna spinner näten som hos den här arten kan ha en diameter på upp mot en meter. I solljus har de stora näten en gyllene färg. Strukturen är ovanlig för ett hjulnät, det ser ut att ha tre lager, med ett stort hjulnät i mitten och oregelbundna trådar (barriärnät) framför och bakom detta.
Fortplantningen sker om hösten då de små hanarna uppsöker honornas nät för att para sig. Efter parningen spinner honan en äggsäck för sina ägg som hon fäster vid ett träd. Äggen övervintrar och kläcks på våren.

## Folksagor
I japansk folklore berättas om en varelse som kallas Jorōgumo. Det är en spindel som kan förvandla sig till en vacker kvinna. Hon lockar till sig män och de män som hon lyckas förföra blir bundna och uppätna. 